# 貝殻山
貝殻山（かいがらやま）は、岡山県岡山市南区と玉野市とにまたがる山である。標高288m。

## 概要
児島半島にあってトレッキングやウォーキングに最適のアウトドアポイントとして高齢者に人気の山。山中にある金上池のそばには、1945年の岡山空襲の際、墜落したB-29の米兵の慰霊碑がある。また、弥生時代の貝殻山遺跡が見つかっている。

## アクセス
岡山市宮浦の県道74号「貝殻山登山口」バス停から、金上池まで20分、そこから貝殻山山頂まで約30分。